# Взгляд Горгоны
Взгляд Горгоны (англ. Gorgon Stare) — технология видеонаблюдения за местностью, разработанная военными США. Представляет собой сферический массив из девяти камер, установленный на беспилотный летательный аппарат. В ВВС США имеет название «сенсорная система широкого наблюдения».

## История
Система способна фиксировать движущееся изображение на местности площадью с целый город, которое затем может быть проанализировано людьми или системой с искусственным интеллектом, такой как например проект Око разума, разработанный Управлением перспективных исследовательских проектов Министерства обороны США. Эта фиксация движения не считаются видео, так как съемка ведется с меньшей, чем стандартная, частотой; частота кадров на телевидении составляет 24-60 Гц. Для полной эффективности «Взгляд Горгоны» использует систему меток (тегов) и метаданных. ВВС планировали поставить одну такую систему в 2011 году, вторую — в 2012 году, а третью — в 2014 году, хотя они не будут введены в эксплуатацию до принятия на вооружение командиром в театре военных действий. Система «Взгляд Горгоны» находилась в разработке свыше двух лет, она способна загружать 65 различных изображений для последующего анализа военными пользователями. Системы такого типа называют «постоянным наблюдением за обширной территорией».
Во время Глобальной войны с террором использование беспилотных летательных аппаратов для постоянного наблюдения радикально изменило подход к тому, как военные США преследуют недолговременные цели. Однако такие сенсоры обеспечивали очень узкое поле зрения, сравниваемое военными с просмотром поля боя через соломинку для напитков, что позволяло противникам исчезать из поля зрения и не давало информации о происходящем в окружающих районах. В 2009 году ВВС США начали разработку широкомасштабной системы наблюдения, которая позволяла БПЛА MQ-9 Reaper обследовать целый небольшой город с высоты 7,6 км. Уменьшение числа систем необходимых для получения разведданных с большой площади освобождает ресурсы для выполнения других задач и позволяет осуществлять операции там, где желательно небольшое присутствие.

## Разработка
Взгляд Горгоны был разработан и испытан на MQ-9 Reaper на военно-воздушной базе Эглин, штат Флорида, силами 53-го крыла. Сенсорные блоки разрабатывались с 2009 года группой ВВС Big Safari и Sierra Nevada Corporation.
В январе 2011 года было объявлено, что программа не оправдала ожиданий, она содержала такие неисправности, как «большой черный треугольник, движущийся по всему изображению» из-за проблем c объединением изображений с нескольких камер, неисправность координатной сетки для отсеченного изображения, более низкое качество изображения по сравнению со старыми системами, неисправность в системе ночного видения, невозможность отслеживать людей на поверхности, задержки до 18 секунд при отправке данных на землю и несовместимость с карманными компьютерами Rover 5. В ответ на это ВВС заявили, что некоторые недостатки были исправлены с момента написания отчета о проблемах, что система не разрабатывалась для получения изображения обширной территории с высоким разрешением, и что тестирование некоторых функций «не позволяло объективно оценить возможности системы», согласно анонимному источнику, связанному с программой.
Затраты на разработку составляют около 15 миллионов долларов. Этот сенсор может сфотографировать область радиусом в четыре километра под БПЛА MQ-9 Reaper. БПЛА может летать круглые сутки и снимать с 12 углов, как сообщает Роберт Марлин, технический советник ВВС. Первая версия системы Взгляд Горгоны состояла из двух сенсорных блоков, один из которых был оснащен оптико-электронными и инфракрасными камерами, другой — цифровыми процессорами и каналами передачи данных, что позволяло быстро передавать оперативные сведения операционным центрам и войскам на местах. Система предоставляла три «уровня» наблюдения вплоть до мельчайших деталей в более широком поле зрения, поэтому пользователи, получавшие изображения в течение нескольких секунд после сбора, могли идентифицировать предметы, представляющие непосредственный тактический интерес. Записанные данные сохранялись до 30 дней. Два MQ-9 могли обеспечить непрерывное наблюдение за большой территорией, чтобы отслеживать перемещение противника и использовать записи для анализа проведенных операций.
Генерал-лейтенант Крейг Козел, директор Целевой группы ISR, сообщил на пресс-конференции, что Взгляд Горгоны планируется развернуть в декабре 2011 года. С марта 2011 года по июль 2014 года первая версия системы отработала 10 000 часов прямой боевой поддержки, достигнув 95-процентной доступности. После первого успеха ВВС начали дорабатывать систему, так как первая версия была экспериментальной и была быстро развернута для удовлетворения насущных тактических потребностей.

### Вторая фаза
На второй фазе (также называемом «Инкремент 2» или «Inc 2») были интегрированы процессы алгоритмов отслеживания из системы ARGUS-IS, инструментарий разработки DARPA.
1 июля 2014 года Sierra Nevada Corporation сообщила, что модуль «Взгляд Горгоны Инкремент 2» в начале года достиг первоначального уровня оперативной боеготовности. Интеграция ARGUS-IS расширила зону покрытия системы до 100 кв. км, по сравнению с Инкрементом 1, впервые представленным в марте 2011 года, который может охватывать площадь 15 кв. км. Система имеет 368 камер, по 5 миллионов пикселей каждая, которые суммарно создают изображение с около 1,8 миллиарда пикселей. Видео собирается с переменной частотой, в результате выходные данные в среднем достигают несколько гигабайт видео в минуту.
Инкремент 2 обеспечивает четырехкратное увеличение охвата и двукратное увеличение разрешения изображения благодаря технологии ARGUS. ARGUS, по сути, это 368 5-мегапиксельных камер от смартфона (производимых BAE Systems), сгруппированных вместе и снимающих через 4 телескопических линзы, ИК-массивы (производятся Exelis Inc.) являются самыми крупными из доступных, они отделены от оптико-электронных датчиков и перенесены в соседний модуль. Sierra Nevada Corporation остается основным системным интегратором, что означает, что она отвечает за сборку датчиков, процессоров, каналов передачи данных и авиационного транспортного средства в одну систему, которая предоставляет информацию в режиме реального времени с минимальной задержкой через тактическую информационную сеть объединенных сил. К началу 2015 года Инкремент 2 заменил все начальные версии Взгляда Горгоны на оперативной службе.

## Происхождение названия
Горгона — чудовище из греческой мифологии, взгляд которого может превратить в камень того, кто на него смотрит. Вероятно, здесь Горгона связана со способностью технологии наблюдения устрашать население до повиновения.

## Аналоги
Подобную систему планировалось установить на дирижабль Blue Devil, шпионский дирижабль, разработанный для ВВС США. Но проект был отменен в 2012 году.
В 2006 году армия США тестировала аналогичную систему широкомасштабного наблюдения Constant Hawk. В 2007 году Корпус морской пехоты протестировал обновление Constant Hawk под названием Angel Fire. Оба эти сенсора были установлены на самолетах во время войны в Ираке и Афганистане.